# Hogehelderheidsled

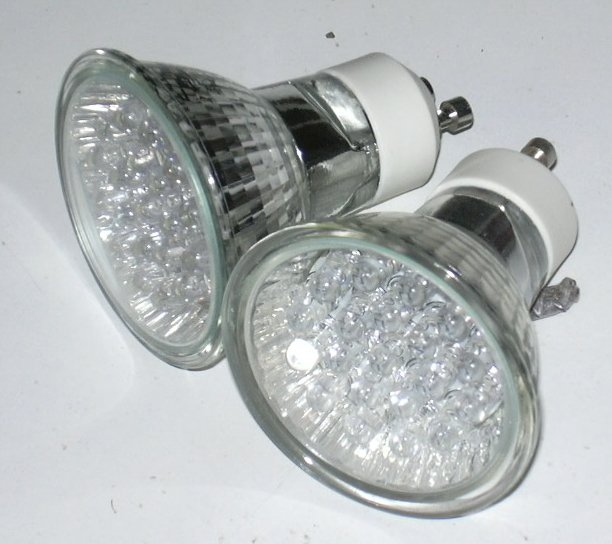
Led-array met hogehelderheids-led's.

Een hogehelderheidsled is een lichtgevende diode (light-emitting diode) die behoort tot de nieuwe generatie leds met een zeer hoge lichtopbrengst. Hogehelderheidsleds zijn beschikbaar in elke gangbare kleur en kunnen een lichtsterkte hebben oplopend tot meer dan 900 lumen. De werking ervan berust op hetzelfde principe als van normale leds.

## Varianten
Hogehelderheidsleds bestaan in drie varianten: een led met een bolle lens, een variant met een iets plattere lens en als laatste een variant met een lens die het licht vooral naar de zijkanten bundelt. Deze drie varianten zijn er met vermogens van 1, 3 en 5 watt, afhankelijk van het doel waarvoor ze worden gebruikt. Ook zijn er typen waarbij meerdere emitters in één led worden samengevoegd (bijvoorbeeld de Seoul Semiconductors P7). Deze hebben eind 2009 vermogens tot wel 12 watt.

## Werking
Hogehelderheidsleds werken aan de hand van hetzelfde principe als normale leds. Het enige verschil is dat ze een grotere elektrische stroom kunnen voeren en daarbij meer licht voortbrengen. Dit heeft echter ook nadelen. Door het grote vermogen dat geconcentreerd is op een relatief klein oppervlak, komt er veel warmte vrij. Daarom bevatten deze leds een koelplaatje. Zo zijn ze makkelijker in het gebruik en hoeft er niet per se een extra koelblok geïnstalleerd te worden.

## Toepassing
Deze leds worden onder meer toegepast in zaklampen, omdat ze een hoger rendement en dus lager verbruik hebben dan gloeilampjes. Ook worden ze soms toegepast in fietsverlichting. Bij het casemodden worden ze gebruikt om computerkasten te verlichten. Ook worden ze door elektriciens gebruikt om in de meterkast te kunnen werken als de stroom is uitgevallen.
argandse lamp ·
booglamp ·
carbidlamp ·
CCFL ·
davylamp ·
EEFL ·
elektrodeloze lamp ·
elektronenflitser ·
filmzon ·
flitser ·
fluorescentielamp ·
gaslicht ·
gasontladingslamp ·
gloeilamp ·
halogeenlamp ·
hefnerlamp ·
hogehelderheidsled ·
jablochkoff-kaars ·
kaars ·
kalklicht · 
knijpkat ·
kwiklamp ·
lantaarn ·
ledlamp ·
menglichtlamp ·
metaalhalidelamp ·
natriumlamp ·
neonlamp ·
nernstlamp ·
olielamp ·
petroleumlamp ·
spaarlamp ·
tl-buis ·
xenonlamp ·
zaklantaarn